# Benzoyl peroxide/clindamycin
Benzoyl peroxide/clindamycin là một loại gel bôi ngoài da được sử dụng để điều trị mụn trứng cá. Nó là sự kết hợp của clindamycin, một loại kháng sinh và benzoyl peroxide, một chất khử trùng. Tất cả các công thức là thuốc theo toa.
Các tác dụng phụ thường gặp bao gồm bong tróc, ngứa và khô da nơi bôi gel.

## Sử dụng trong y tế
Gel được sử dụng trên da để điều trị mụn trứng cá từ nhẹ đến trung bình ở người từ 12 tuổi trở lên. BenzaClin sẽ được áp dụng hai lần mỗi ngày, và Duac và Onexton là thuốc mỗi ngày một lần. Tiếp tục sử dụng sau 12 tuần chưa được nghiên cứu.

### Hiệu quả
Có sự giảm trung bình 52% các tổn thương do mụn viêm vào tuần thứ 12.
Sự kết hợp ít hiệu quả hơn so với benzoyl peroxide/axit salicylic sau khi điều trị ngắn hạn từ hai đến bốn tuần, nhưng hai phương pháp điều trị cho thấy hiệu quả tương tự sau mười đến mười hai tuần.

### Mang thai và cho con bú
Hiện nay, các nghiên cứu về việc sử dụng gel benzoyl peroxide/clindamycin có gây quái thai hay có tác dụng phụ đối với trẻ bú mẹ chưa được thực hiện. Trong khi clindamycin đường uống vào sữa mẹ, không có dữ liệu nào như vậy cho clindamyin ở dạng gel. Dữ liệu hạn chế liên quan đến benzoyl peroxide và clindamycin tại chỗ cho thấy không có vấn đề an toàn.

## Chống chỉ định
Gel không được khuyến cáo cho những người bị dị ứng với clindamycin, benzoyl peroxide, bất kỳ thành phần nào của công thức, hoặc lincomycin. Các cá nhân trước đây được chẩn đoán bị viêm ruột khu vực, viêm loét đại tràng hoặc viêm đại tràng liên quan đến kháng sinh cũng được khuyến cáo không sử dụng.

## Tác dụng phụ
Tác dụng phụ thường gặp là bong tróc, ngứa, đỏ, khô, rát và viêm da. Benzoyl peroxide tẩy trắng tóc, quần áo, khăn tắm, khăn trải giường, và những thứ tương tự. Không nên tiếp xúc kéo dài với ánh sáng mặt trời tự nhiên hoặc nhân tạo (tia UV) vì gel có thể gây nhạy cảm ánh sáng. Kích ứng do benzoyl peroxide có thể được giảm bằng cách tránh các loại sữa rửa mặt khắc nghiệt và mặc kem chống nắng trước khi ra nắng.
Các nghiên cứu lâm sàng đã cho thấy sự hấp thu toàn thân của clindamycin thông qua ứng dụng tại chỗ, trong một số trường hợp dẫn đến tiêu chảy, tiêu chảy ra máu và viêm đại tràng. Báo cáo về sốc phản vệ cũng đã được nhìn thấy. Tuy nhiên, nguồn của các báo cáo này là các tài khoản cá nhân không có kiểm soát và dân số chưa biết, do đó rất khó để quy kết nguyên nhân của chúng đối với gel benzoyl peroxide/clindamycin.

## Tương tác
Không có nghiên cứu tương tác chính thức đã được thực hiện. Kết hợp với các sản phẩm bôi có chứa cồn hoặc chất làm se da, cũng như lột da, có thể làm tăng tác dụng gây kích ứng của benzoyl peroxide/clindamycin. Erythromycin tại chỗ có thể đối kháng với tác dụng của clindamycin, mặc dù điều này chỉ được chứng minh trong các nghiên cứu in vitro. Tretinoin tại chỗ và các retinoids khác có thể bị bất hoạt bởi benzoyl peroxide hoặc làm tăng tác dụng kích thích của nó.

## Dược lý

### Cơ chế hoạt động
Clindamycin phosphate là một ester hòa tan trong nước của clindamycin bán tổng hợp, được tổng hợp từ lincomycin. Giống như kháng sinh macrolide, nó hoạt động như một tác nhân kìm khuẩn bằng cách can thiệp vào tiểu đơn vị 50S của ribosome của Cutibacterium acnes, ức chế tổng hợp protein của vi khuẩn và ngăn chặn vi khuẩn sao chép. C. acnes đóng vai trò trong sự phát triển của mụn trứng cá.
Benzoyl peroxide cũng giết chết C. acnes, nhưng bằng cách giải phóng các loại oxy gốc tự do, do đó oxy hóa protein của vi khuẩn. Ngoài ra, nó làm khô khu vực bằng cách giảm sản xuất bã nhờn, ngăn ngừa lỗ chân lông bị tắc và là một tác nhân keratolytic. Vì benzoyl peroxide là chất oxy hóa, không phải là thuốc kháng sinh, nên nó không chịu sự kháng thuốc của C. acnes không giống như clindamycin.
Cả hai thành phần đã được chứng minh là làm giảm số lượng tổn thương mụn trứng cá có ý nghĩa thống kê.

### Dược động học
Clindamycin phosphate là một prodrug không hoạt động. Nó nhanh chóng được kích hoạt để clindamycin bằng cách thủy phân. Sau bốn tuần áp dụng trong một nghiên cứu, 0,043% liều clindamycin đã sử dụng đã được tìm thấy trong máu. Benzoyl peroxide chỉ được hấp thụ qua da sau khi khử thành axit benzoic, sau đó được chuyển hóa thành axit hippuric và được đào thải qua thận.

## Xã hội và văn hoá

### Tên biệt dược
Có một số loại thuốc mang nhãn hiệu được FDA chấp thuận. Đầu tiên là Acanya, 1,2% clindamycin phosphate và 2,5% benzoyl peroxide; mặc dù bởi vì Valete đã giành được quyền đối với Acanya khi mua lại Công ty Khoa học Dược phẩm vào năm 2009, nên nó không được coi là đối thủ cạnh tranh. Một loại thuốc khác, Duac, một loại clindamycin phosphate 1,2% quảng cáo 5% benzoyl peroxide, đã được FDA chấp thuận vào ngày 26 tháng 8 năm 2002. Hiện tại Duac có giá 362,69 đô la cho 45 gram và Onexton có giá 477,74 đô la cho 50 gram. BenzaClin, một loại gel khác, có cùng nồng độ với Duac.

### Bằng sáng chế
Dược phẩm Dow đã nộp bằng sáng chế cho Onexton và Văn phòng Bằng sáng chế và Thương hiệu Hoa Kỳ đã cấp bằng sáng chế vào ngày 16 tháng 10 năm 2012. Vào ngày 24 tháng 11 năm 2014, Cơ quan Quản lý Thực phẩm và Dược phẩm Hoa Kỳ (FDA) đã phê duyệt ứng dụng thuốc mới (NDA) số 050819 cho Onexton, với chủ sở hữu Dược phẩm. Bằng sáng chế sẽ hết hạn vào ngày 5 tháng 8 năm 2029.

### Kiện tụng
Vào ngày 12 tháng 1 năm 2016, Dow Dược Khoa học và Dược phẩm Valete North America LLC đã đệ đơn kiện Taro USA và Taro Industries, một công ty có trụ sở tại Israel. Vụ kiện đã được đệ trình vì vi phạm bằng sáng chế Onexton của họ, bởi Taro đang cố gắng nộp đơn đăng ký thuốc mới viết tắt (ANDA) cho FDA về loại thuốc bôi chung gốc 3,75% benzoyl peroxide và 1,2% clindamycin phosphate. Tòa án kết luận rằng Taro đã phạm tội khi cố gắng gửi yêu cầu bằng sáng chế ANDA trước khi bằng sáng chế Onexton hết hạn.